# Andreas Dober
Andreas Dober (Vienna, 31 marzo 1986) è un ex calciatore austriaco, di ruolo difensore.

## Palmarès
- Campionato austriaco: 2

Rapid Vienna: 2004-2005, 2007-2008